# Paul Felinger
Paul Felinger (20 de enero de 1913) es un deportista austríaco que compitió en piragüismo en la modalidad de aguas tranquilas. Ganó dos medallas en el Campeonato Mundial de Piragüismo en los años 1948 y 1950.
Participó en los Juegos Olímpicos de Londres 1948, donde fue eliminado en la primera ronda de la prueba K2 1000 m.

## Palmarés internacional
| Campeonato Mundial | Campeonato Mundial     | Campeonato Mundial | Campeonato Mundial |
| Año                | Lugar                  | Medalla            | Evento             |
| ------------------ | ---------------------- | ------------------ | ------------------ |
| 1948               | Londres (Reino Unido)  | Medalla de plata   | K4 1000 m          |
| 1950               | Copenhague (Dinamarca) | Medalla de bronce  | K4 1000 m          |